# Cotoletta
La cotoletta (prononcé : [kotoˈlɛtta] ; du français « côtelette », en raison de la côte qui reste attachée à la viande pendant et après la cuisson) est un mot italien désignant une escalope de veau panée. Il existe plusieurs variantes italiennes, ainsi que dans d'autres pays en raison de la diaspora italienne.
La recette est d'origine française et a été apportée en Italie durant les guerres napoléoniennes, elle fut d'abord nommée côtelette révolution française. On en trouve une recette dans un livre de Joseph Menon de 1735.

## Italie

### Lombardie
La cotoletta alla milanese (prononcé : [milaˈneːze] d'après son lieu d'origine, Milan) est une escalope panée de veau frite similaire à la Wiener Schnitzel, mais cuite avec l'os. Elle est traditionnellement frite dans du beurre clarifié. En raison de sa forme, elle est souvent appelée oreggia d'elefant en milanais ou orecchia d'elefante en italien, ce qui signifie oreille d'éléphant.

### Émilie-Romagne
La cotoletta alla bolognese d'après son lieu d'origine, Bologne) est similaire à une milanaise mais sur laquelle du parmesan fondu et des morceaux de prosciutto sont posés sur l'escalope de veau frite

### Sicile
La cotoletta alla palermitana (d'après son lieu d'origine, Palerme) est similaire à une milanaise mais le veau est badigeonné d'huile d'olive, puis cuit au four ou grillé au lieu d'être frit. La panure est souvent mélangée avec du persil et du pecorino, et contrairement à l'escalope milanaise, l'escalope palermitaine ne contient pas d'œufs dans sa panure.

## Argentine
Divers plats de viande panée préparés en Argentine ont été inspirés par la cotoletta alla milanese et sont connus sous le nom de milanesa. En Argentine et en Uruguay, la milanesa a la napolitana est préparée de façon similaire à la cotoletta avec une préparation de fromage et de tomate.